# Fugitiva
Fugitiva es una serie de televisión española creada por Joaquín Oristrell y producida por Ganga TV para su emisión en La 1. Está protagonizada por Paz Vega, Julio Bracho, Pedro Mari Sánchez y Mercedes Sampietro, entre otros. participación antagónica de José Manuel Poga y Roberto Álamo Se estrenó el 5 de abril de 2018 y finalizó el 7 de junio de 2018.

## Argumento
El crimen pasional será el eje que siga Magda, una mujer atractiva que despierta celos en su entorno y lleva una vida idílica junto a su marido Alejandro y sus tres hijos en México. Pero el mundo de Magda se desmoronará y tendrá que dejarlo todo atrás como una auténtica fugitiva, creando una vida inventada para ella y toda su familia.. La historia, de nueve capítulos de 60 minutos, se desarrolla en 9 horas.

## Producción
El rodaje se ha realizado durante seis semanas a lo largo de febrero y abril de 2018, y ha contado con un equipo técnico de entre 100 y 150 personas. Algunas escenas se han rodado en México, pero el lugar elegido para la mayoría de las tomas es la ciudad alicantina de Benidorm. Explica el guionista Joaquín Oristrell que ello se debe a varias razones: su intención de hacer un thriller luminoso, aprovechar el potencial turístico y estético de Benidorm, y por ser más fácil el rodaje en una ciudad con tal cantidad de extranjeros que permite darle a su protagonista un mayor anonimato. Algunas escenas también han sido rodadas en Madrid. Han participado en la serie unos mil figurantes, vecinos de Benidorm y alrededores. 

## Reparto

### Reparto principal
- Paz Vega - Magdalena Escudero Pellicer "Magda"
- Julio Bracho - Alejandro Guzmán Estrada
- Arantza Ruiz - Paulina Guzmán Escudero
- Luisa Rubino - Claudia Guzmán Escudero
- Lander Otaola - Eduardo Escudero Pellicer "Edu"
- Iván Pellicer - Rubén Guzmán Escudero
- José Manuel Poga - Tobías Romano

#### Con la Colaboración Especial de
- Mercedes Sampietro - Eleonora "Nora" Pellicer Sánchez
- Charo López - Esperanza Estrada (Capítulo 2 - Capítulo 9)
- y Roberto Álamo como José K (Capítulo 2 - Capítulo 9)

### Reparto secundario
- Pedro Mari Sánchez - Simón Llorente Conde (Capítulo 1 - Capítulo 2, Capítulo 9)
- Melina Matthews - Isabel Lafuente (Capítulo 1 - Capítulo 5)
- Roberto Peralta - Pedro (Capítulo 1 - Capítulo 6)
- Sebastian Montecino - Ricardo (Capítulo 1 - Capítulo 9)
- María Fernanda Valera - Profesora (Capítulo 1 - Capítulo 3)
- Odiseo Bichir - Vicente Velasco "el Huero" (Capítulo 2 - Capítulo 9)
- José Lamuño - Santi (Capítulo 2 - Capítulo 6, Capítulo 8 - Capítulo 9)
- Sayago Ayuso - Ximo (Capítulo 2 - Capítulo 4, Capítulo 9)
- Felipe García Vélez - Valdés (Capítulo 3 - Capítulo 9)
- Mireia Pérez - Luisa (Capítulo 3 - Capítulo 9)
- Raúl Mérida - Rayco (Capítulo 3 - Capítulo 7, Capítulo 9)
- Manuel Morón - Amadeo de Juan (Capítulo 4, Capítulo 6, Capítulo 8 - Capítulo 9)
- Carmen Barrantes - Menchu. Secretaria de Amadeo (Capítulo 4, Capítulo 6, Capítulo 8)
- Vania Villalón - Carla (Capítulo 4 - Capítulo 7)
- Frida Palsson - Ingrid (Capítulo 5 - Capítulo 6)
- Francisco Javier Pastor -Mecánico Sobornado (Capítulo 3)

## Equipo técnico
Dirección: Belen Macías, Antonio Cuadri, Sergio Cabrera.
Guion: Joaquín Oristrell, Yolanda García Serrano, Pablo Bartolomé, Laura León, Carlos Molinero, Luis Caballero.
Producción ejecutiva RTVE: Mar Díaz.
Producción ejecutiva Grupo Ganga: Miguel Ángel Bernardeau.

## Episodios y audiencias
| Temporada | Temporada | Episodios | Estreno            | Final              | Audiencia media | Audiencia media | Audiencia media |
| Temporada | Temporada | Episodios | Estreno            | Final              | Espectadores    | Cuota           |                 |
| --------- | --------- | --------- | ------------------ | ------------------ | --------------- | --------------- | --------------- |
|           | 1         | 9         | 5 de abril de 2018 | 7 de junio de 2018 | 1 391 000       | 8,5%            |                 |

### Temporada única (2018)
| N.º (serie) | N.º (temp.) | Título        | Director(es)                       | Guionista(as)                                                                | Fecha de emisión    | Audiencia         |
| ----------- | ----------- | ------------- | ---------------------------------- | ---------------------------------------------------------------------------- | ------------------- | ----------------- |
| 1           | 1           | «La salida»   | Joaquín Oristrell y Sergio Cabrera | Carlos Molinero, Pablo Bartolomé, Yolanda García Serrano y Joaquín Oristrell | 5 de abril de 2018  | 1 748 000 (10,3%) |
| 2           | 2           | «La llegada»  | Belén Macías y Antonio Cuadri      | Laura León, Yolanda García Serrano y Joaquín Oristrell                       | 12 de abril de 2018 | 1 460 000 (9,0%)  |
| 3           | 3           | «La búsqueda» | Belén Macías y Antonio Cuadri      | Laura León, Carlos Molinero y Joaquín Oristrell                              | 19 de abril de 2018 | 1 407 000 (8,9%)  |
| 4           | 4           | «El topo»     | Belén Macías y Antonio Cuadri      | Carlos Molinero, Yolanda García Serrano y Joaquín Oristrell                  | 26 de abril de 2018 | 1 363 000 (8,5%)  |
| 5           | 5           | «La obsesión» | Belén Macías                       | Carlos Molinero, Yolanda García Serrano y Joaquín Oristrell                  | 3 de mayo de 2018   | 1 360 000 (8,3%)  |
| 6           | 6           | «El plan»     | Antonio Cuadri                     | Yolanda García Serrano y Joaquín Oristrell                                   | 10 de mayo de 2018  | 1 299 000 (8,0%)  |
| 7           | 7           | «La noche»    | Belén Macías                       | Carlos Molinero y Joaquín Oristrell                                          | 17 de mayo de 2018  | 1 286 000 (7,7%)  |
| 8           | 8           | «El mar»      | Antonio Cuadri                     | Laura León y Joaquín Oristrell                                               | 24 de mayo de 2018  | 1 225 000 (7,6%)  |
| 9           | 9           | «La fuerza»   | Belén Macías                       | Luis Caballero y Joaquín Oristrell                                           | 7 de junio de 2018  | 1 372 000 (8,5%)  |

## Música
El tema principal de la serie, también llamado Fugitiva, fue interpretado por la cantante Ana Guerra, quién grabó la sintonía en marzo de 2018 acompañada de un pequeño videoclip mezclado con escenas de la serie.

## Recepción
La serie se estrenó con críticas negativas y un share relativamente bajo del 10,3%. Natalia Marcos para El País afirma que tiene un problema de ritmo y que «la interpretación [de Paz Vega] como su peluca hace que el espectador sea todo el tiempo consciente de que está viendo una gran mentira y no sea capaz de entrar en la historia». Sergio Espí de Periodista Digital la califica como espantosa y «una de las producciones más ridículas y peor interpretadas que se recuerdan». Daniel Jabonero de El Español opina que la serie tiene un buen guion pero que no ha sabido adaptarse. Según Paula Hergar de Vertele! «no cumple expectativas al desubicar a los espectadores, apostar por personajes poco creíbles y contener un buen giro de trama demasiado tardío».